# Edvije
Az Edvije (perzsa ادویه), melyet sok helyen advieh-nek írnak (az angol átírás miatt), egy perzsa (iráni) fűszerkeverék, melyet a mai Irán teljes területén számtalan változatban használnak. Szinte minden család saját receptet őriz és a háziasszonyok bárhová utaznak, magukkal visznek egy-egy üveggel.

## Etimológia
A szó maga alapvetően fűszert jelent. Az arab ادوية (advia) "gyógyszer" szó átvétele.

## Összetétel
Az edvije összetétele nemcsak régiónként más és más, de szinte minden iráni háziasszonynak megvan a saját receptje. A legalapvetőbb összetevők: koriander mag, fahéj, szegfűszeg, zöld kardámom, kurkuma, szárított damaszkuszi rózsaszirom, fekete bors, szerecsendió, római kömény. Adott régiókban további összetevőket is adnak hozzá: fokhagymaport, szárított ománi citromot, gyömbért, babért, fekete kardamomot, szerecsendió virágot, kurkumát, sáfrányt és perzsa medvetalpat.

## Változatok
Öt ételcsoporthoz készítenek határozottan eltérő változatokat:
- Dolme (töltött zöldségfélék)
- Polo (rizsételek)
- Hores (raguk)
- As (leves)
- Torsi (savanyított zöldségek)

## Receptek
| Edvije Dolme | Edvije Polo / Bereny | Edvije Hores | Edvije As |
| --- | --- | --- | --- |
| - 1 ek római kömény (szárazon pirítva) - 1 ek rózsaszirom (szárazon pirítva) - 1 ek koriander - 1 ek fahéj - 1/2 ek fekete bors - 1/2 ek kardamom - 1 ek szerecsendió | - 1 ek római kömény (szárazon pirítva) - 2 ek rózsaszirom (szárazon pirítva) - 1/2 tk szegfűszeg (szárazon pirítva) - 1/2 tk szerecsendió - 1/2 ek fehér bors - 1/2 tk kardamom - 1 ek fahéj | - 1 ek római kömény (szárazon pirítva) - 1 ek rózsaszirom (szárazon pirítva) - 1/2 ek szerecsendió - 1/2 ek fekete bors - 1 ek kurkuma - 1 ek fahéj - 1 ek kardamom - 1 ek koriander | - 2 ek római kömény - 2 ek koriander - 1/2 ek fekete bors - 1 tk görögszéna levél - 1/2 tk szegfűszeg - 1 kh szerecsendió - 1 kh fahéj |